# Wilberforce Talel
Wilberforce Talel (né le 10 janvier 1980 dans le district de Marakwet) est un athlète kényan, spécialiste des courses de fond. 

## Biographie
Il se distingue dans l'épreuve du cross-country en remportant le titre mondial par équipes du cross long en 2000 à Vilamoura et en 2002 à Dublin. Il s'adjuge par ailleurs la médaille de bronze en individuel en 2000 et la médaille d'argent par équipes en 2004 et 2005.
Sur piste, Wilberforce Talel remporte l'épreuve du 10 000 mètres lors des Jeux du Commonwealth de 2002 à Manchester au Royaume-Uni, en devançant son compatriote Paul Malakwen. Toujours sur 10 000 m, il se classe sixième des championnats du monde 2003 où il établit la meilleure marque de sa carrière en 27 min 33 s 60.

### Palmarès
| Date | Compétition                    | Lieu          | Résultat | Épreuve                |
| ---- | ------------------------------ | ------------- | -------- | ---------------------- |
| 2000 | Championnats du monde de cross | Vilamoura     | 5e       | Cross long individuel  |
| 2000 | Championnats du monde de cross | Vilamoura     | 1er      | Cross long par équipes |
| 2002 | Championnats du monde de cross | Dublin        | 3e       | Cross long individuel  |
| 2002 | Championnats du monde de cross | Dublin        | 1er      | Cross long par équipes |
| 2002 | Jeux du Commonwealth           | Manchester    | 1er      | 10 000 m               |
| 2003 | Championnats du monde          | Paris         | 6e       | 10 000 m               |
| 2004 | Championnats du monde de cross | Bruxelles     | 10e      | Cross long individuel  |
| 2004 | Championnats du monde de cross | Bruxelles     | 2e       | Cross long par équipes |
| 2005 | Championnats du monde de cross | Saint-Étienne | 11e      | Cross long individuel  |
| 2005 | Championnats du monde de cross | Saint-Étienne | 2e       | Cross long par équipes |

### Records
| Épreuve       | Performance    | Lieu              | Date          |
| ------------- | -------------- | ----------------- | ------------- |
| 10 000 m      | 27 min 33 s 60 | Paris Saint-Denis | 24 août 2003  |
| Semi-marathon | 1 h 1 min 17 s | Salzburg          | 28 avril 2002 |